# 龚勋
龚勋（？—1658年），浙江绍兴府会稽县人，清朝政治人物。

## 生平
龚勋中順治十二年（1655年）乙未科进士第三甲第九十一名。任安徽舒城县知县。順治十四年（1657年）任丁酉科江南乡试同考官。次年二月，河南御史上官铉劾奏“江南省同考官舒城县知县龚勋，出闱后被诸生所辱，事涉可疑”；引发丁酉科場案，龚勋被处绞刑。